# Коронна метрика
Коро́нна ме́трика (Ме́трика Королі́вства По́льського, пол. Metryka Królestwa Polskiego, лат. Metrica Regni Poloniae) — книга реєстрації виданих у Польському Королівстві нормативних актів, документів чи здійснених для потреб юридичних або фізичних осіб публічно-правових актів. Велася у державній канцелярії.
У широкому розумінні під Коронною метрикою розуміють державний архів, де зберігалися всі акти, видані королем Польщі чи сеймом. Як архів Коронну метрику поділяли на велику, повну (під контролем і на зберіганні у канцлера) та малу, якою відав підканцлер.
Коронна метрика містить акти 15—18 століть. Найстаріша відома книга Коронної Метрики датується 1447-м роком. Як книга реєстрації правових актів велася з другої половини 16 століття до 1795 року. Метрики розділені, залежно від оператора, на канцлера і підканцлера. Не існувало жодних істотних  відмінностей між ними, оскільки  не було поділу обов'язків між канцлером і підканцлером. Запис робився у книгу того сановника, канцелярія якого підготовлювала документ. Їхня робота була копіювати метрики документу в повному обсязі. Потім, коли робили запис декількох документів одночасно з тим же змістом (наприклад, індивідуальні пільги), один вписували в повному обсязі, з іншого боку створюється реєстр.
До 1480-х була тільки «Inscriptionum Libri» (Книга записів), окремо проводилися тільки записи, пов'язані з доходами монарха (обстежень та перевірок королівських маєтках.) 
Наприкінці XV століття розділено три серії книг:
- основна
- у закордонних справах
- книга «посольство» (лат. Legationum Libri), тут вписано дипломатичне листування (у тому числі вхідні), повноваження, інструкції членам за кордон, звіт членів міждержавних угод і договорів.

Згідно з буквальною назвою книги були розміщені також витяги з  промов депутатів парламенту, інструкції, отримані від членів регіональних рад, положення Сейму, листування між містами.
У середині XVI століття поділяли такі серії книг: суддівські, реляційні, і парламентські. Раніше ці записи були зроблені в книгах, що знаходились у Кракові. У 30-х рр. вісімнадцятого століття, серія книг канцлера (зі зв'язків з громадськістю). Тут відомі королівські документи і листи, що стосуються громадських справ і політики, а також дають підтвердження і дозвол царя на приватну власність. 
Корона Метрика спочатку зберігала у Кракові, за Сигізмунда III Вази у Варшаві. Під час шведської володарювання відбиток було експортовано до Швеції. У 1795 році російські війська забрали всі Метрики в Санкт-Петербург. На даний час документи Коронної Метрики знаходяться у Республіці Польща, в Центральному архіві історичних документів у Варшаві (пол. Archiwum Główne Akt Dawnych).
1569 року було запроваджено окрему Коронну метрику для українських земель, що входили до складу Польщі.(Руська (Волинська) метрика).